# 閉会式

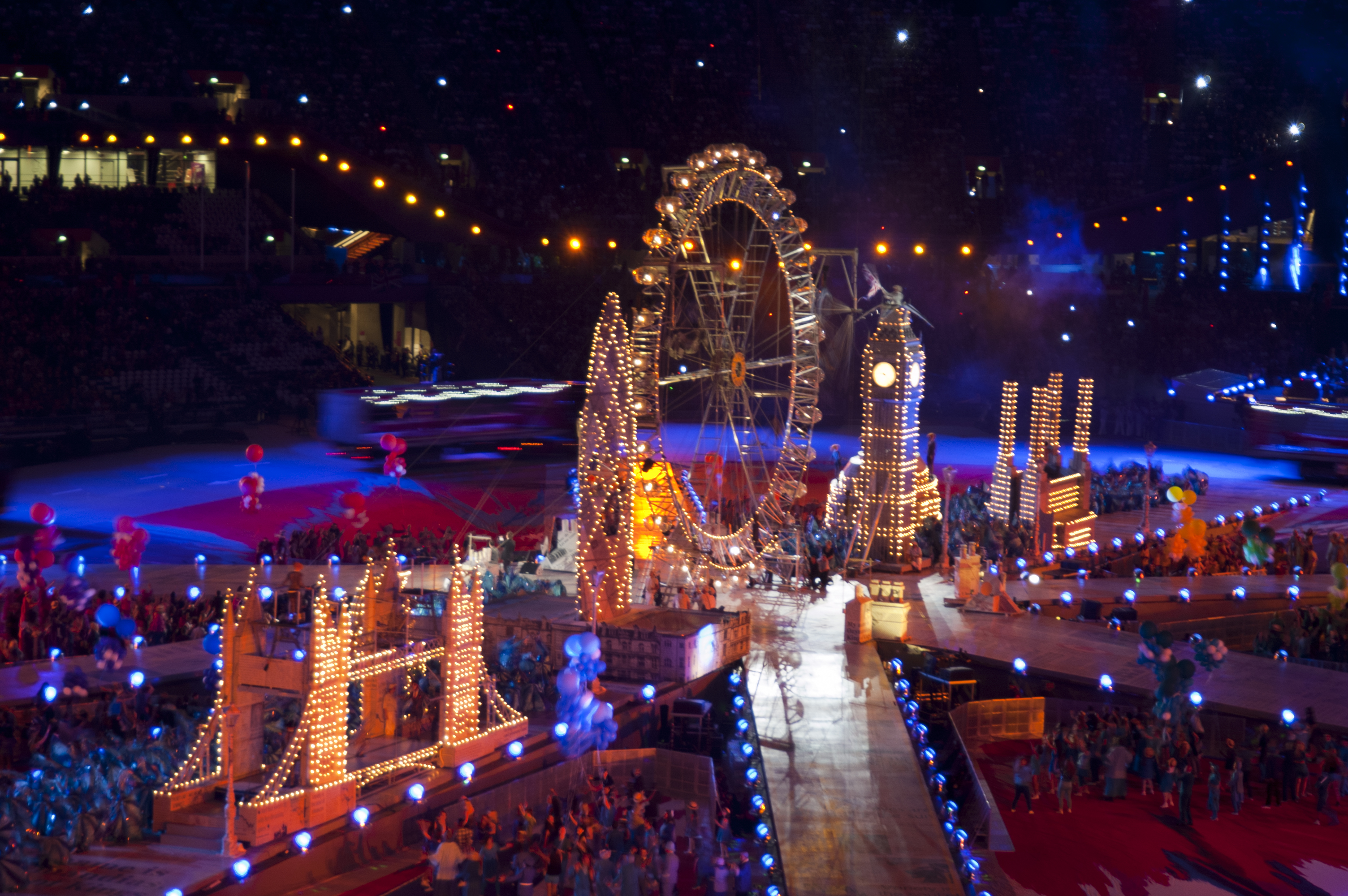
閉会式の一例『2012年ロンドンオリンピックの閉会式』

閉会式（へいかいしき）とは、イベントや競技会の全日程終了時に行われる式である。主にイベントの最終日、もしくは最終日翌日に行われる。

## 式の内容
- 閉会式では、国旗降納・閉会宣言・表彰式（競技会の場合は、優勝クラブや国および地域などに、優勝旗やトロフィーの贈呈）などが行われる。
- 開会式と同様に、アトラクション（演奏・合唱）が実施される場合もある。

## 五輪の閉会式一覧
近代オリンピックでは、聖火の消灯やオリンピック旗の引き継ぎが行われる。
- 1964年東京オリンピックの閉会式
- 2012年ロンドンオリンピックの閉会式
- 2014年ソチオリンピックの閉会式
- 2016年リオデジャネイロオリンピックの閉会式
- 2018年平昌オリンピックの閉会式
- 2020年東京オリンピックの閉会式
- 2022年北京オリンピックの閉会式